# Zoom (Gelderland)
Zoom of De Zoom is een buurtschap in de gemeente Nunspeet. Het ligt ten zuidwesten van Nunspeet in de richting van Hulshorst. De buurtschap bestaat uit twee wegen: de 'Schotweg' en 'Onder de bos'.
De naam Zoom betekent de rand van een bos. Deze naam is toepasselijk, want Zoom ligt aan de rand van de Veluwe.
Vroeger liep de zoom tot aan het station van Nunspeet. Het gebied bestond uit zandduinen, die lange tijd het dorp Nunspeet hebben bedreigd. In Nunspeet herinnert de naam Zoomweg aan de plaats waar de boszoom liep.
Dorpen: Nunspeet · Elspeet · Hulshorst · Vierhouten

Buurtschappen: Grote Kolonie · Kleine Kolonie · Oosteinde · Westeinde · Zoom · Zwarte Goor

Gelderland: Steden en dorpen in Gelderland      Nederland: Provincies · Gemeenten